# Las Casas (Soria)
Las Casas es un barrio fuera del casco urbano de la ciudad de Soria que conserva un aspecto más parecido al de un pueblo que al de un barrio urbano. 

## Situación
Está al norte de la ciudad de Soria, actualmente separado por el polígono industrial y la variante norte, en las inmediaciones se encuentra el monte Valonsadero y el Cerro Bellosillo.

## Administración
Al ser barrio depende totalmente del Ayuntamiento de Soria. Posee una Junta Vecinal integrada en una asociación de vecinos que se encarga de dinamizar y dar conocimiento al ayuntamiento de las carencias y proyectos necesarios para el barrio. Su máximo representante es el presidente, al que acompañan vicepresidente, secretario, tesorero y dos vocales, elegidos por los vecinos cada cuatro años. Además de un alcalde pedáneo elegido por el propio ayuntamiento..

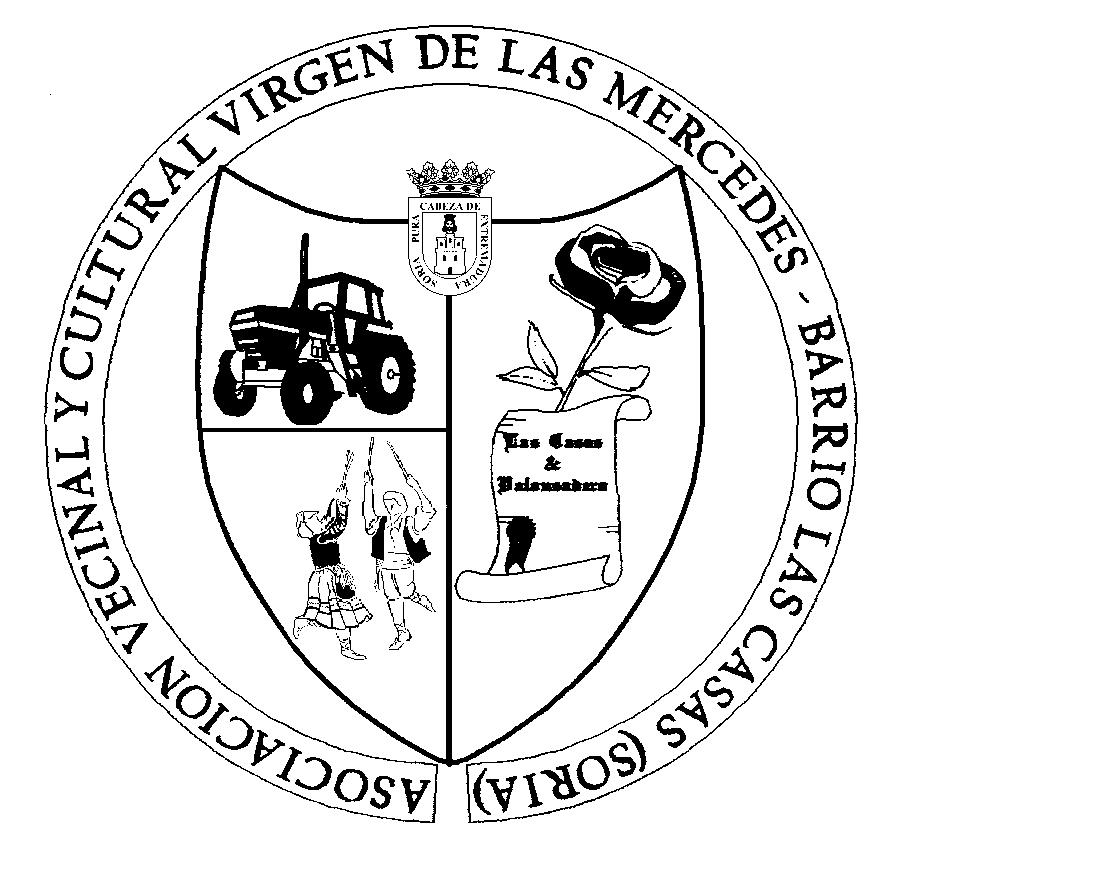
Logotipo de la Asociación Vecinal

## Economía
Sobresale la ganadería bovina, aunque también existe una explotación ovina. La agricultura también es importante, así como la hostelería.

## Historia
Se han encontrado restos romanos de una villa en el paraje conocido como "la Vega", próximo al barrio. La fundación del barrio se remonta a finales del siglo XVI cuando ilustres representantes del Cabildo de los Heros deciden instalerse con sus familias en las inmediaciones del denominado Monte de Tajones, para aprovechar la dehesa de Valonsadero y los terrenos de labranza de dicho monte. En un primer momento se denominó Casas de Tajones o de los Tajones y posteriormente pasó a ser Las Casas de Soria. 
En un documento de fecha 21 de septiembre de 1606 aparece como comprador de la piedra de la derruida iglesia de Santiago de Soria, el cura de Las Casas. Esta piedra serviría para construir la nueva iglesia del barrio en estilo barroco rural.
En 1752 la parroquia de San Bartholomé del Barrio Las Casas de Soria tenía en propiedad 2 casas y otra casa pertenecía a la parroquia de Nuestra Señora del Espino. Se nombran los "taxones" o tajones (que se dividían en tres partes, una para la comunidad de Soria (Ayuntamiento), otra para la de los Linaxes y otra para la del Común), estos terrenos de labor son forzosamente vendidos, al igual que otros muchos por el Ayuntamiento de Soria en octubre de 1810, a los vecinos del barrio

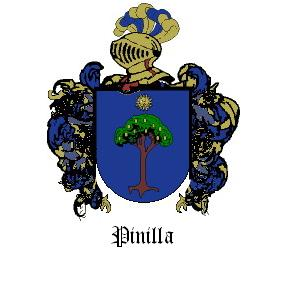
Escudo de la Familia Pinilla, miembro del Ilustre Cabildo de los Heros

. Esta repentina venta, tiene una explicación lógica: en plena guerra de la independencia las arcas municipales estaban en números rojos, lo que obligó al Ayuntamiento a desprenderse de estos terrenos conocidos entonces como Monte de Tajones. 
Los vecinos del barrio, ganaderos en su mayoría, se les comocia como  "cabañeros" y tenían la obligación de traer los toros de las Fiestas de San Juan o de la Madre de Dios; el día del Jueves La Saca. Toros que ellos mismos criaban y pastaban plácidamente por el monte, siendo el único lugar de Soria con cabaña brava.

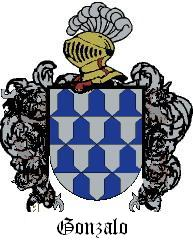
Escudo de la Familia Gonzalo, miembro del Ilustre Cabildo de los Heros

Durante finales de siglo XIX y principios del XX el barrio gozó de un excelente progreso, derivado de las donaciones que venían de los emigrantes que habían partido a Buenos Aires, así se construyó el frontón (1931) por la Sociedad de Hijos del Barrio de Las Casas en Buenos Aires y del impulso de los alcaldes de Soria D. Fernández de Velasco y D. Ramón de la Orden. Para entonces el barrio contaba con iglesia, fragua, lavadero, tres fuentes públicas, varios hornos y escuelas para ambos sexos (inauguradas el 29 de junio de 1909). Hay que decir que antes ya había escuela, concretamente desde 1870, pero era pequeña y no se acomodaba a ninguna de las exigencias de la pedagogía de la época. En 1900 había censados 331 habitantes y era el lugar donde residían, junto a las pocas casas de la calle Tejera, todos los ganaderos y agricultores de la ciudad de Soria.

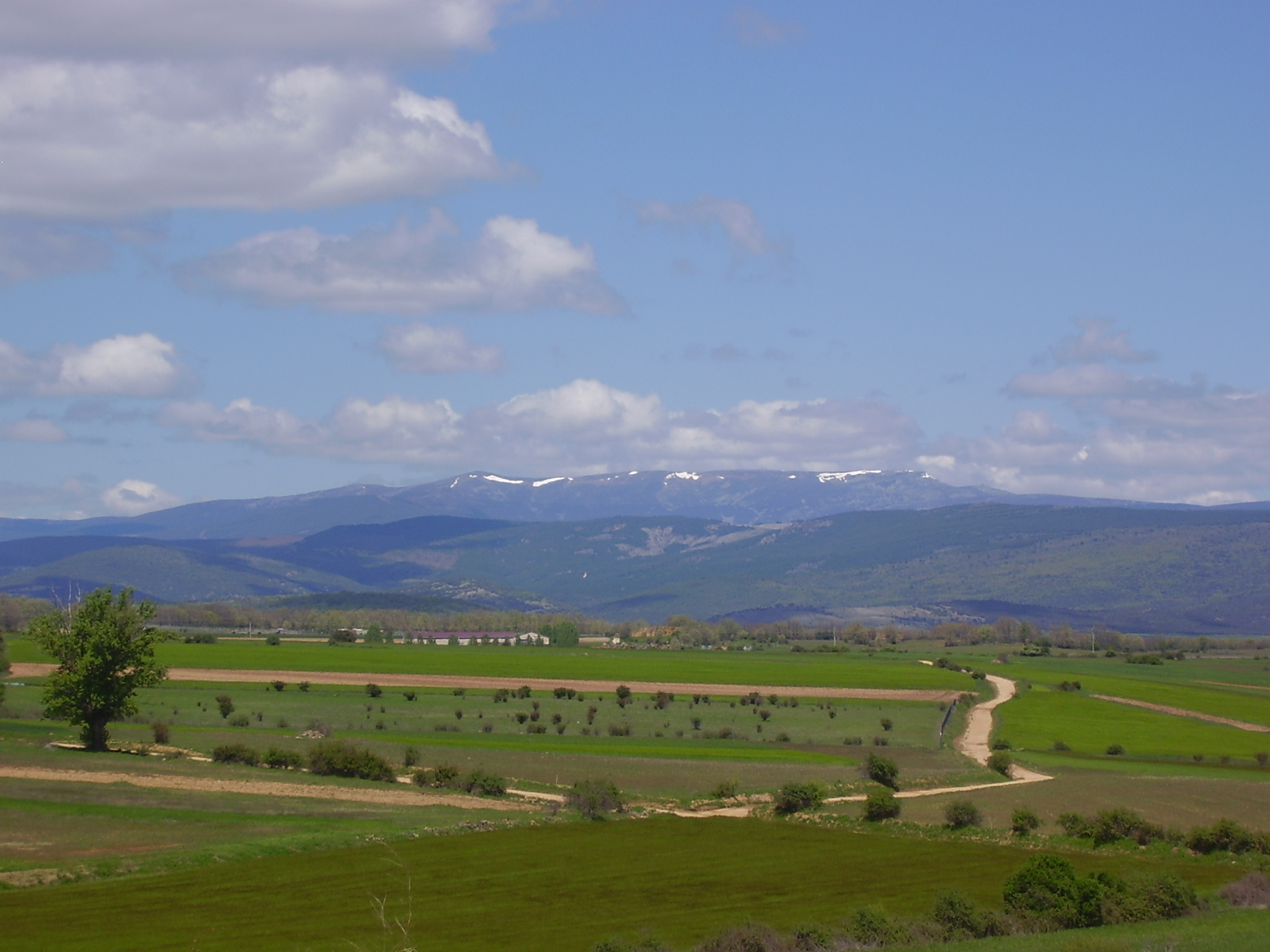
Paraje de los tajones, al fondo La laguna y la Sierra de Urbion

Durante la guerra civil española hubo un campamento del destacamento italiano que apoyaba al general Franco y que tenía como objetivo salvaguardar la defensa del aeródromo de Garray. Después de la transición el barrio cayo en decadencia y durante los años 80 se cerró la escuela de instrucción primaria y muchos de sus vecinos se trasladaron a la capital.
En la actualidad el barrio se va recuperando poco a poco pero todavía necesita muchas mejoras. Hoy en día cuenta con un consultorio médico, centro social, bar restaurante, un hotel de tres estrellas y una estación gasolinera.

## Tradiciones

### El Paloteo
Si algo distingue al barrio son sus tradicionales bailes de paloteo, que interpreta el Grupo de Danzas del Barrio Las Casas. Vestidos con el traje tradicional bailan chocando y entrelazando palos de madera con ambas manos, tanto hombres como mujeres. También se baila la jota castellana y el cordón (poste de madera con cintas de colores atadas en lo más alto). Los bailes tienen letra y se interpretan a los sones de dulzaina y tamboril. Entre los danzantes se distingue la figura del zarragón, personaje vestido con pantalones blancos de lana merina, chaqueta de cuero y gorro de cañón de chimenea; Porta como objeto más significativo unas enormes tijeras que usa para ahuyentar a otro personaje, el diablo que con una horca de madera intenta dificultar el baile a los danzantes, levantándoles las faldas a ellas y pinchando a ellos; a la vez que hace alardes y malabares.

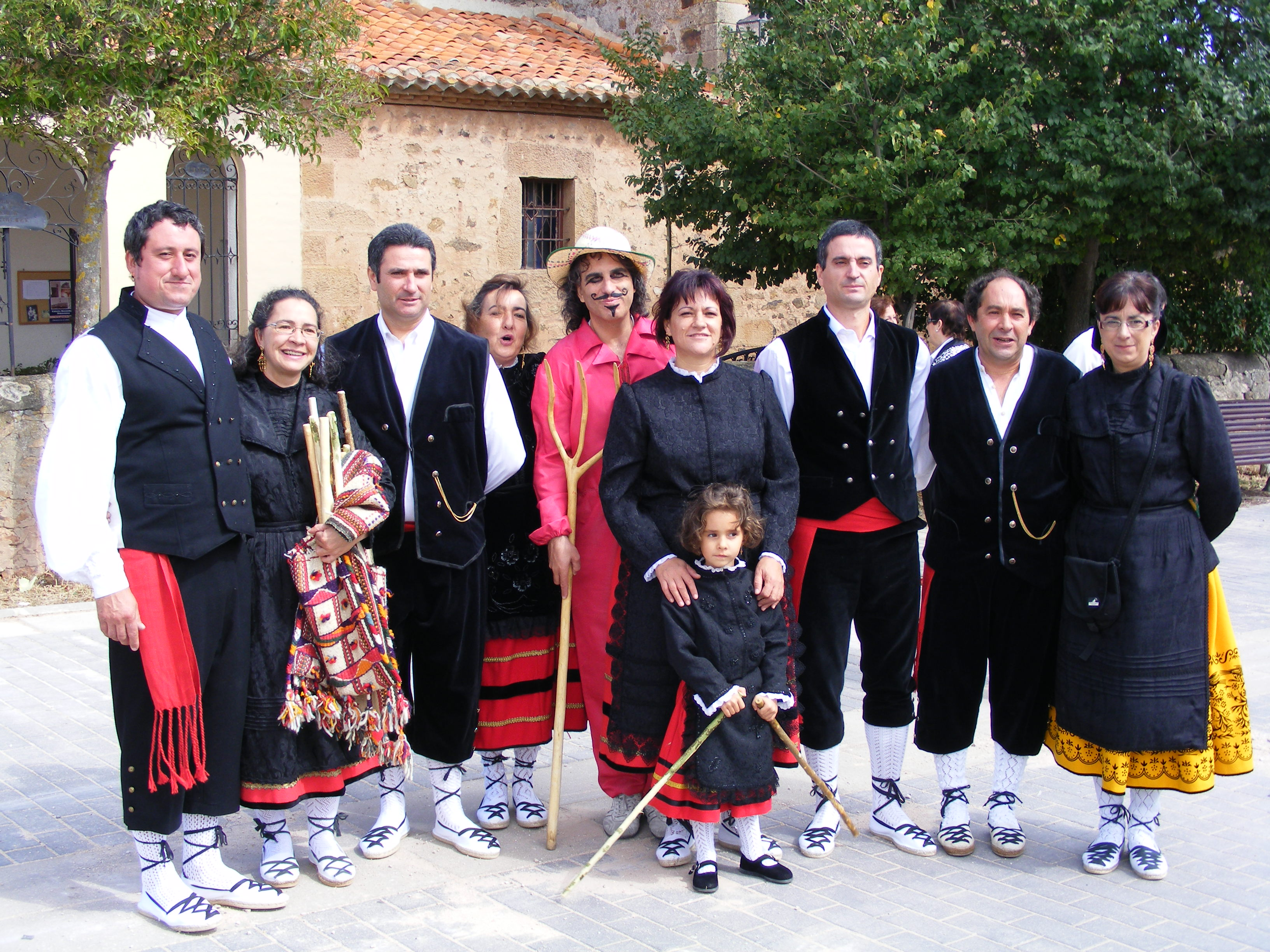
Danzantes del Barrio con el Diablo.

Otros de los integrantes del grupo y no menos importantes son los palilleros, que van vestidos al igual que los danzantes, pero además portan unas alforjas donde recogen y dispensan los palos a los danzantes. Los paloteos más famosos son: "tiéndeme la red", "al pasar por Toledo", "la muerte del Zarragon", "vengo de Reinosa" y "entra el pájaro". La picaresca se une en el baile del cordón; y así reza una de sus letras: "Estaba Fray Diego, sentadito al sol las bolas colgando y tieso el bastón. Llegó una señora y como lo vio le dijo muy seria: ¿Que es eso señor? Estas son las bolas de la munición y esta la pistola con la que apuntó yo ...." La jota es otro de los bailes que se interpretan, jota de estilo parecido al castellano pero con mucha más movilidad. Mención especial merece el baile de la "muerte del Zarragon", donde después del baile se simula la muerte de este, y es portado a hombros por los danzantes. No se conoce con seguridad el origen de estas danzas, pudieran ser guerreras o pastoriles, pero de lo que si estamos seguros es de que tienen de una larga tradición familiar.

### La Luminaria
Otra tradición ya en desuso es la del cisco o carbón vegetal. Esto acontecía el día de San Antón cuando durante todo el día la gente se dedicaba a cortar espinos y ramas con los que se preparaba una gran hoguera o también llamada luminaria, posteriormente cuando la leña estaba ya carbonizada se cubría de tierra para así apagarla y endurecerla. Horas más tarde se retiraba la tierra y se recogía el carbón vegetal resultante.

### La Romería de San Bartolomé
Hoy en día es una fiesta más del calendario del barrio, antiguamente este día (San Bartolomé) era dedicado por las vecinos a oír misa por la mañana y posteriormente ir en romería hasta el Monte Valonsadero donde por la tarde se herraba el ganado.

## Fiestas
Se dice que el Barrio Las Casas de Soria es el núcleo de población que más fiestas tiene de la provincia de Soria; aparte de sus tres tradicionales, también al ser barrio de Soria participa en las fiestas de San Juan (integrado en la cuadrilla de San Miguel) y en las de San Saturio.

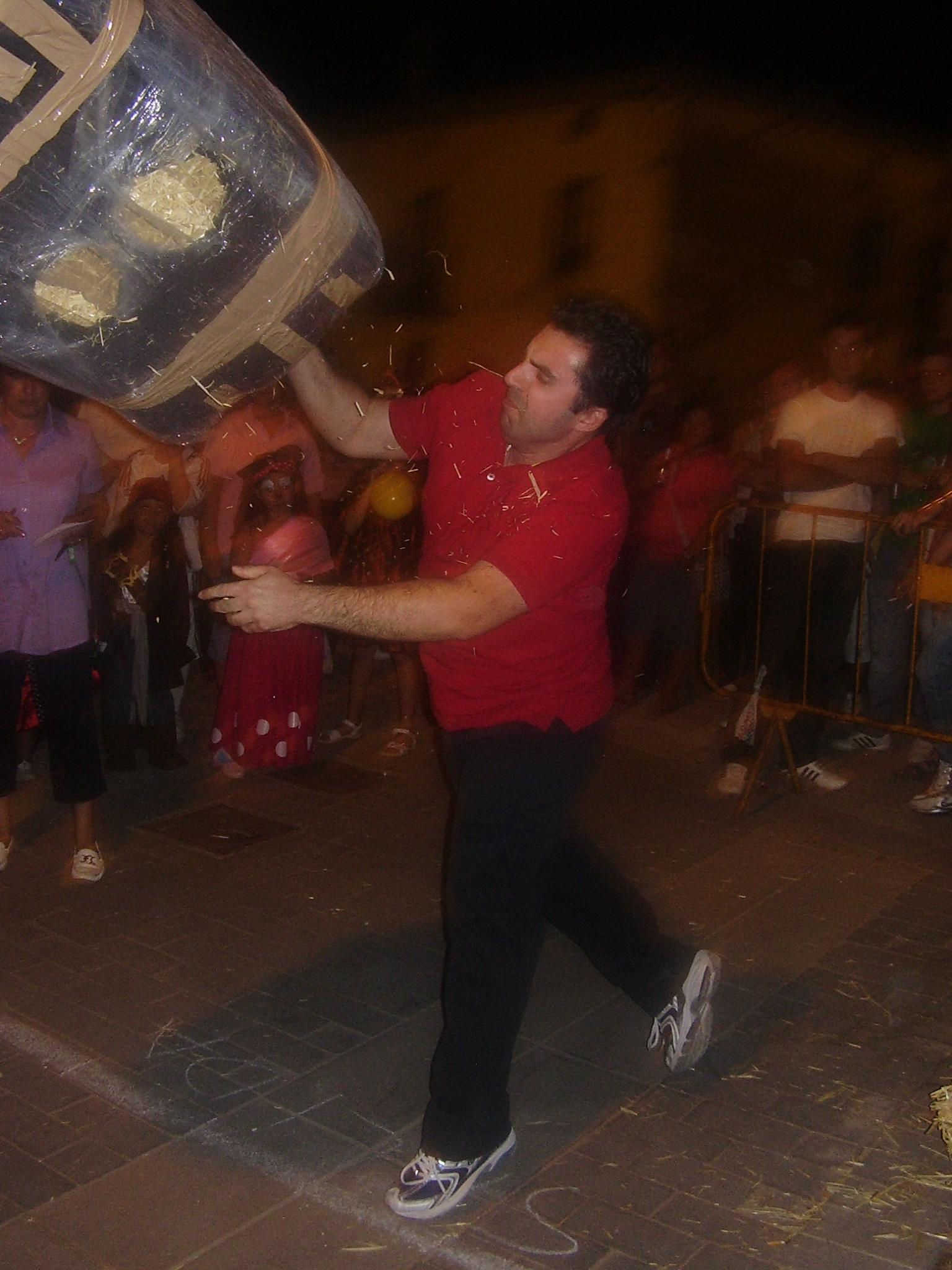
Tradicional Lanzamiento de Alpaca en las fiestas de agosto

- Santos Mártires de la Legión Tebea (2 de mayo)
- San Bartolomé (24 de agosto)
- Nuestra Señora la Virgen de las Mercedes (24 de septiembre)
- San Juan o de la Madre de Dios (Finales de junio)
- San Saturio (2 de octubre)

## Monumentos
- Iglesia de San Bartolomé (Las casas)
- Lavadero Municipal
- Frontón Municipal
- Antiguas Escuelas
- Casa Ayuntamiento